# Thalassa (měsíc)

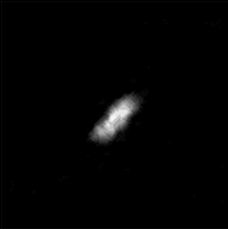
Měsíc Thalassa vyfocený Voyagerem 2

Thalassa je druhý v pořadí měsíců planety Neptun. Byl objeven a zatím prozkoumán jen jednou sondou a to Voyagerem 2 v roce 1989. Byl pojmenován po dceři boha Aithéra a bohyně Hémery z řecké mytologie. Původní označení měsíce bylo S/1989 N 5. Obíhá ve vzdálenosti 50 000 kilometrů a velikost je stanovena na 80 kilometrů.